# Chasseurs de frissons

Chasseurs de frissons (The Time Shifters / Thrill Seekers) est un téléfilm américain réalisé par Mario Azzopardi en 1999. 

## Synopsis
Chargé d'écrire un article sur les catastrophes, le journaliste Tom Merrick découvre qu'un étrange personnage apparaît sur des photos s'étalant sur 100 ans. Sa rédactrice l'envoie alors à Washington faire authentifier les clichés. Mais dans l'avion, il y a cet homme étrange, très maigre, vêtu d'un pardessus noir. Merrick fouille ses affaires et trouve une sorte de prospectus, présentant des catastrophes passées et d'autres avec des dates futures, y compris le vol qu'il emprunte à cet instant ! Le personnage voulant récupérer sa sacoche, les deux hommes se battent et un pistolet tombe, que le journaliste récupère. Il s'en sert pour contraindre les pilotes à changer de trajectoire, tandis que l'homme au pardessus s'enferme dans les toilettes. L'accident d'avion est évité mais Merrick se retrouve prisonnier du FBI alors que le personnage a disparu. Le journaliste demande à l'archiviste Elizabeth Winters d'apporter d'autres copies des photos à la police, mais un homme et une femme armés emmènent de force Merrick. Profitant d'une bagarre avec des policiers, le journaliste s'enfuit. Aidé par Winters, poursuivi par le FBI et par les deux gangsters, Merrick s'efforce alors de rejoindre Chicago pour éviter la prochaine catastrophe, celle du Colliseum où son fils doit assister à un match.

## Fiche technique
- Titre : Chasseurs de frissons
- Titre original : The Time Shifters / Thrill Seekers
- Réalisation : Mario Azzopardi
- Dates de diffusion : 
  -  France : 30 décembre 2006 sur M6
  -  France : 31 octobre 2008, 15h30, sur M6
  -  France : 30 novembre 2008, 22h30, sur W9
  -  France : 3 novembre 2009, 20h40, sur AB1
  -  France : 16 mai 2010, 17h35, sur NT1
  -  France :19 août 2014, 22h30, sur AB1

## Distribution
- Casper Van Dien (VF : Damien Boisseau) : Tom Merrick
- Catherine Bell (VF : Natacha Muller) : Elizabeth Wintern
- Theresa Saldana (VF : Anne Rondeleux) : Cortez
- Peter Outerbridge (VF : Guy Chapellier) : Felder
- Julian Richings : Murray Trevor
- Lawrence Dane : Agent du FBI Baker
- Catherine Van Dien : Porte-parole des voyages temporels
- Mimi Kuzyk : Eleanor Grayson
- James Allodi (VF : William Coryn) : Agent du FBI Stanton
- Deborah Odell : Jen
- Martin Sheen (VF : Patrick Floersheim) : Grifasi
- Matthew Bennett : Capitaine Tyler
- Marc Donato (VF : Brigitte Lecordier) : Kevin
- Stephen Bogaert : Steve
- Sumela Kay : Fille dans l'avion
- Carole MacKereth : Hôtesse de l'air
- Trevor Bain : Homme à la station-service
- Matt Birman : Cadreur
- Jim Codrington : Copilote
- Brendan Connor : Présentatrice dans le métro
- Kathryn Humphries : Journaliste
- Oscar Hsu : Agent du FBI dans le métro
- Tony Meyler et Robert Thomas : Policiers
- Billy Otis : Employé à la station-service
- Lee Smart : Manager

## Anecdotes
Le déraillement du métro n'a pas été tourné, les producteurs ont en effet utilisé les scènes tournées pour Money Train (le Money Train est d'ailleurs facilement reconnaissable).